# Kawakami (Nagano)
Kawakami (jap.: 川上村, -mura) ist ein Dorf im Landkreis Süd-Saku in der Präfektur Nagano auf der japanischen Hauptinsel Honshū.

## Geografie
Kawakami ist die östlichste Gemeinde von Minamisaku-gun und liegt je etwa 40 Kilometer von Chichibu in der Präfektur Saitama, Kantō im Osten, Kōfu in der Präfektur Yamanashi im Süden und Suwa im Westen entfernt.

## Wirtschaft und Verkehr
Die Straße, mit der das Bergdorf aus Richtung Suwa erschlossen wird, endet hier.
Nördlich des Ortes befindet sich das Kannagawa-Pumpspeicherkraftwerk, eins der größten Pumpspeicherkraftwerke der Welt, das sich zugleich zweier Dämme zweier verschiedener Flusssysteme (Shinano und Tone) bedient.
Nahe dem heutigen Kraftwerk kam es 1985 zum Absturz von Japan-Air-Lines-Flug 123.
Im Südwesten befindet sich das Nobeyama Radio Observatory, im Südosten der Chichibu-Tama-Kai-Nationalpark.

## Städtepartnerschaften
Es gibt eine Partnerschaft zu  Musashino in  Tokio,  Japan.

## Persönlichkeiten
- Shigeyo Takeuchi (1881–1975), Ärztin

## Weblinks

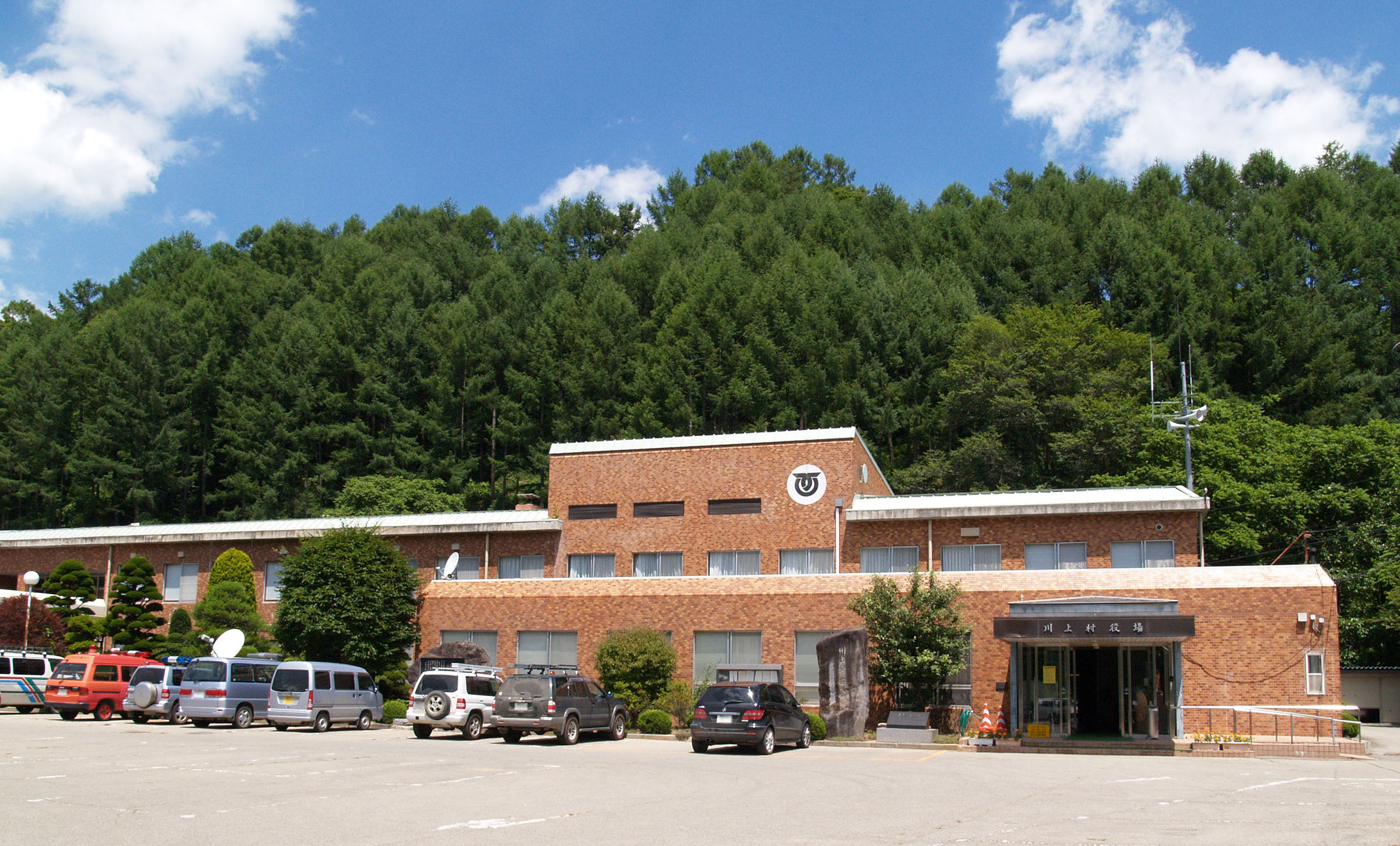
Ehemaliges Dorfbüro von Kawakami